# Bröderna Barsky

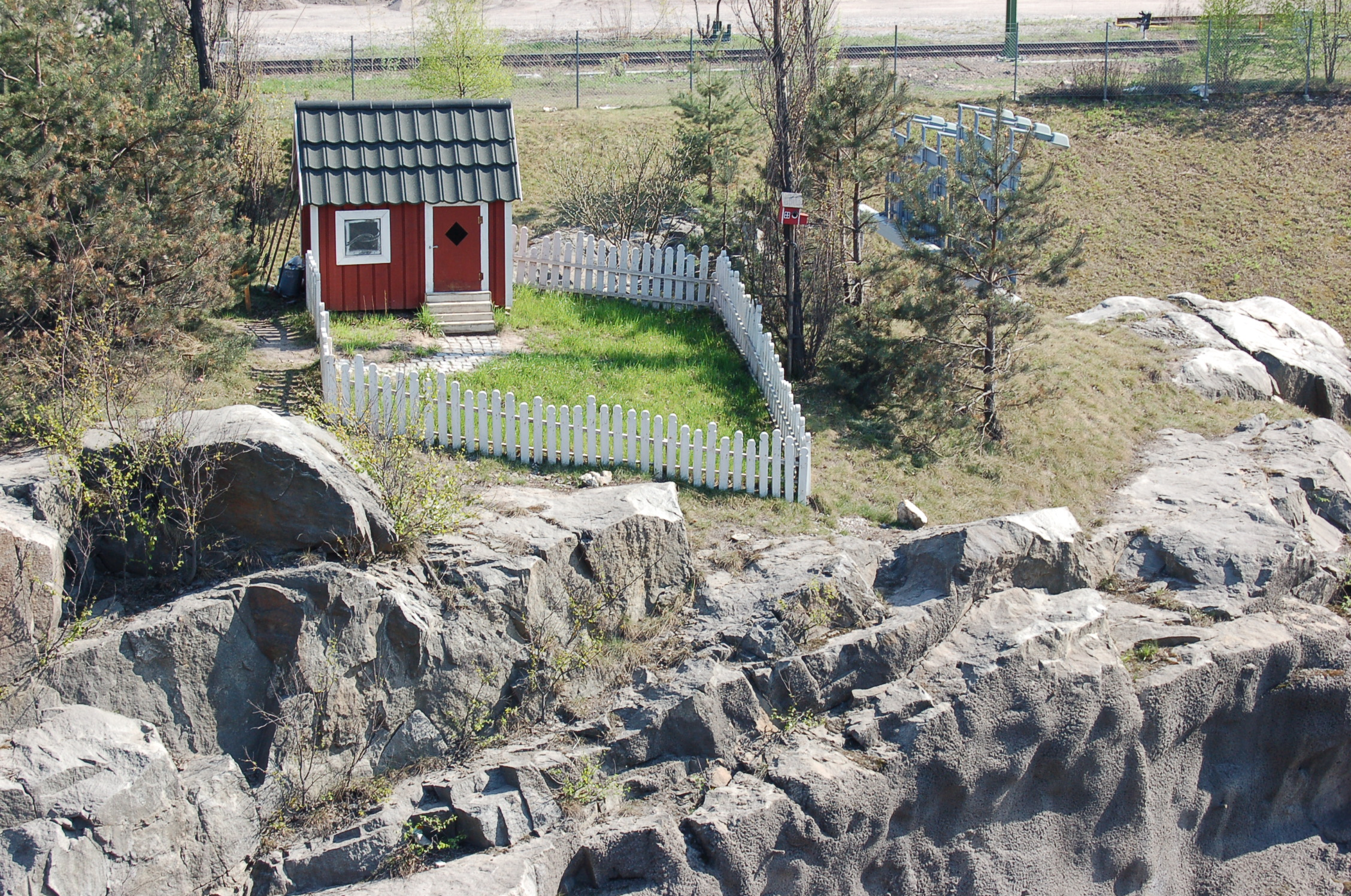
"Traffic island" vid Norra länken i Stockholm, maj 2006.

Bröderna Barsky kallar sig två svenska konstnärer som i huvudsak arbetar i det offentliga rummet. Bröderna Barsky är Akay och Peter Baranowski (även känd som Klisterpeter). De är bl.a. kända för verk som Traffic island och Zoo. I boken Urban Recreation finns ett flertal av deras verk dokumenterade.